# (466291) 2013 PK49
(466291) 2013 PK49 es un asteroide perteneciente al cinturón de asteroides, descubierto el 27 de septiembre de 2006 por el equipo Spacewatch desde el Observatorio Nacional de Kitt Peak (Arizona, Estados Unidos).